# پرانجال بانرجی
پرانجال بانرجی داور حرفه ای فوتبال هند است که در آی-لیگ فعالیت می کند .
بانرجی داور سال فدراسیون فوتبال هند در سال ۲۰۱۶ شد.  